# Pablo Centurión
Pablo Centurión (Paraguay 1928 - ¿?) fue un futbolista paraguayo que jugaba como guardameta. Fue internacional con la selección de fútbol de Paraguay en el Mundial de Brasil 1950. Desarrolló casi toda su carrera deportiva en el fútbol profesional colombiano, donde llegó a ser campeón con Millonarios y Santa Fe.

## Legado deportivo
Su nieto es Pablo Velázquez, destacado goleador paraguayo.

## Clubes
| Club                            | Temporada           | Liga                | Liga | Liga  | Copa Libertadores | Copa Libertadores | Total | Total |
| Club                            | Temporada           | Div.                | PJ.  | Goles | PJ.               | Goles             | PJ.   | Goles |
| ------------------------------- | ------------------- | ------------------- | ---- | ----- | ----------------- | ----------------- | ----- | ----- |
| Boca Juniors de Cali · Colombia | 1951-57             | 1.ª                 | 150  | 0     | Inexequible       | Inexequible       | 150   | 0     |
| Millonarios · Colombia          | 1958-63             | 1.ª                 | 200  | 0     | 10                | 0                 | 210   | 0     |
| Atlético Nacional · Colombia    | 1964-65             | 1.ª                 | 30   | 0     | Inexequible       | Inexequible       | 30    | 0     |
| Santa Fe · Colombia             | 1965-67             | 1.ª                 |      | 0     | 5                 | 0                 | +5    | 0     |
| Total en su carrera             | Total en su carrera | Total en su carrera | +380 | 0     | 15                | 0                 | +395  | 0     |

## Palmarés

### Campeonatos nacionales
| Título           | Club                 | País     | Año  |
| ---------------- | -------------------- | -------- | ---- |
| Primera División | Cerro Porteño        | Paraguay | 1950 |
| Copa Colombia    | Boca Juniors de Cali | Colombia | 1951 |
| Primera División | Millonarios          | Colombia | 1961 |
| Primera División | Millonarios          | Colombia | 1962 |
| Primera División | Millonarios          | Colombia | 1963 |
| Primera División | Santa Fe             | Colombia | 1966 |